# Miu Gou Toi
Miu Gou Toi est une montagne de Hong Kong culminant à une altitude de 765 mètres, ce qui en fait le septième plus haut sommet du territoire. Elle est située au centre des Nouveaux Territoires, sur le versant sud du Tai Mo Shan dont la pente descend peu à peu vers le cimetière de Heung Shek. Selon la subdivision administrative de Hong Kong, Miu Gou Toi est située sur le district de Tsuen Wan.
Au sommet du Miu Gou Tai, un observatoire pour prévenir les feux de forêt a été construit ainsi que l'auberge de jeunesse de Sze Lok Yuen à l'ouest.